# Prognathorhynchus parvulus
Prognathorhynchus parvulus är en plattmaskart som beskrevs av Brunet 1973. Prognathorhynchus parvulus ingår i släktet Prognathorhynchus och familjen Gnathorhynchidae. Inga underarter finns listade i Catalogue of Life.